# Landesjugendring Mecklenburg-Vorpommern

Logo des Landesjugendrings Mecklenburg-Vorpommern

Im Landesjugendring Mecklenburg-Vorpommern e. V. (Abk. LJR MV) haben sich im Jahre 1990 landesweit aktive Jugendverbände zu einer Interessengemeinschaft für Kinder und Jugendliche in Mecklenburg-Vorpommern zusammengeschlossen. Der Landesjugendring wirkt als Interessenvertretung gegenüber Politik, Verwaltung und Öffentlichkeit auf die Verbesserung der Lebensbedingungen von Kindern und Jugendlichen im nordöstlichen Bundesland hin.

## Organisation
Die Organe sind Vollversammlung, Hauptausschuss und Vorstand. Der Landesjugendring besteht derzeit aus 21 Mitgliedsverbänden und einem Anschlussverband sowie dem Landesrat der Stadt- und Kreisjugendringe MV. und unterhält eine Geschäftsstelle mit hauptamtlichen Personal in Schwerin. Der ehrenamtlich tätige Vorstand wird von der Vollversammlung gewählt.

### Ziele
Der Landesjugendring Mecklenburg-Vorpommern verfolgt laut Satzung die Ziele:
- eine Arbeitsgemeinschaft der Landesjugendverbände in Mecklenburg-Vorpommern zu sein
- mitzuwirken an der Verbesserung von Lebensbedingungen von Kindern und Jugendlichen im Bundesland
- die Interessenvertretung gegenüber Politik, Verwaltung und Öffentlichkeit wahrzunehmen
- die Jugendarbeit in Mecklenburg-Vorpommern mitzugestalten, abzusichern und weiterzuentwickeln
- die Ressourcen der Mitglieder zu bündeln und die Mitglieder und ihre Kompetenzen miteinander zu vernetzen

### Projekte
Der Verband trägt bzw. beteiligt sich in Kooperationen an den Projekten:
- Jugend im Landtag (Veranstalter) und Folgeprojekte[5]
- Beteiligungsnetzwerk (in Kooperation mit dem Schweriner Jugendring, dem Rostocker Stadtjugendring, dem Stadtjugendring Wismar und dem Pfadfinderbund M-V)[6]
- Projekt "Digitale Jugendbeteiligung"[7]
- Partner im Medienbildungsprojekt "Medienscouts MV"[8]
- PLATFORM network for European Youth Activities (Member Region and Secretariat 2010)[9]
- Take Five for Europe – Folge von Jugendkonferenzen des Netzwerks der norddeutschen Landesjugendbehörden und Landesjugendringe zum Strukturierten Dialog der Europäischen Union[10]

## Mitglieder
- Arbeitsgemeinschaft Evangelischer Jugend Mecklenburg-Vorpommern (AEJ-MV)
- Arbeiter-Samariter-Jugend Mecklenburg-Vorpommern
- Bund der Deutschen Katholischen Jugend (BDKJ) Regionalbüro Vorpommern
- Bläserjugend Mecklenburg-Vorpommern im Bläserverband MV
- BUNDjugend Mecklenburg-Vorpommern
- Bund Deutscher PfadfinderInnen Landesverband Mecklenburg-Vorpommern e. V.
- DLRG-Jugend Mecklenburg-Vorpommern
- DGB-Jugend Nord Landesbüro Mecklenburg-Vorpommern
- Gemeindejugendwerk Mecklenburg-Vorpommern
- djo – Deutsche Jugend in Europa Landesverband M-V
- Jugendrotkreuz Mecklenburg-Vorpommern
- Landesjugendwerk der AWO Mecklenburg-Vorpommern e. V.
- LSVD Queer Mecklenburg-Vorpommern e. V.
- Katholische Jugend Mecklenburg
- Landesjugendfeuerwehr Mecklenburg-Vorpommern
- Landjugendverband Mecklenburg-Vorpommern
- Pfadfinderbund Mecklenburg-Vorpommern
- SJD-Die Falken Landesverband Mecklenburg-Vorpommern
- THW-Jugend Mecklenburg-Vorpommern e. V.
- ver.di Jugend Nord
- DJH-Landesverband Mecklenburg-Vorpommern (Anschlussverband)